# Jerzy Dorobczyński
Jerzy Dorobczyński (ur. 19 listopada 1925 w Kowlu, zm. 5 czerwca 2011 w Szczecinie. Doc. dr inż., pionier  Miasta Szczecina.
Studia: I st. Wydz. Inżynierii Szkoły Inżynierskiej w Szczecinie (1950), II st. Wydz. Budownictwa Lądowego i Wodnego Politechniki Szczecińskiej (1957), dyrektor Wydziału Budownictwa Lądowego i Wodnego Politechniki Szczecińskiej (1965), rzeczoznawca budowlany, uprawnienia nadane przez wojewodę szczecińskiego (1994).
Praca SI - PS 1948-1993, asystent. w Katedrze Matematyki, 1948–1951, starszy asystent i adiunkt w Katedrze Budownictwa Stalowego 1951-1970, doc. etatowy w Zakładzie Budowy Mostów 1970-1993, dyrektor Instytutu Inżynierii Lądowej PS 1973-1980.
Prowadził ćwiczenia i wykłady z przedmiotów: konstrukcje stalowe i budowa mostów. Główna działalność naukowo-badawcza dotycząca identyfikacji modeli obliczeniowych obiektów mostowych. Wyniki prac naukowo-badawczych w porozumieniu z przedsiębiorstwami gospodarki narodowej regionu Pomorza Zachodniego, m.in. Pomorską Dyrekcją Okręgowych Kolei Państwowych, Dyrekcją Okręgowych Dróg Publicznych w Szczecinie, Przedstawicielstwem Budowy Tras Komunikacyjnych Szczecin, zostały opublikowane w czasopismach oraz przedstawione na konferencjach naukowych krajowych i zagranicznych. Za wyniki w działalności zawodowej i naukowej otrzymał nagrody resortowe Ministerstwa Nauki Szkolnictwa Wyższego i techniki (1973), Ministerstwa Budownictwa i Materiałów Budowlanych (1987), Ministra-Kierownika Urzędu Postępu Naukowego i Techniki (1988).
Członek Polskiego Związku inżynierów i Techników Budownictwa od 1963, członek komisji Nauk Polskiego Związku inżynierów i Techników Budownictwa (od 1968). 

## Odznaczenia
- Medal XXX-lecia Polski Ludowej (1974),
- Złoty Krzyż Zasługi (1973),
- Krzyż Kawalerski Orderu Odrodzenia Polski (1983),
- Medal Komisji Edukacji Narodowej (1993)